# Ривкин, Самуил Симонович
Самуил Симонович Ривкин (1916—2012) — российский учёный в области гироскопии, профессор. Заслуженный деятель науки и техники РСФСР.
Родился 15 сентября 1916 г. в Одессе.
В 1934 году поступил в Ленинградский институт точной механики и оптики (ЛИТМО), после 3 курса (1937) по спецнабору ЦК ВЛКСМ направлен на учебу в Военно-Морскую Академию (ВМА) имени К. Е. Ворошилова.
Окончил с отличием артиллерийский факультет (1940) по специальности «Приборы управления стрельбой», инженер-артиллерист военно-морского оружия.
Работал преподавателем на кафедре «Приборы управления стрельбой» артиллерийского отдела Высших специальных классов офицерского состава ВМФ (ВСКОС) (Ленинград). В 1945—1946 в командировке в Германии, в составе морской секции Технической комиссии по изучению ракетной техники собирал материалы по системам управления ракетным оружием по корабельным системам ПУС, стабилизации и гироскопии.
Кандидат технических наук (1944); доктор технических наук (1954); профессор (1958).
Старший преподаватель, профессор, заместитель начальника кафедры «Приборы управления стрельбой» ВМА.
С 1970 по 1994 г. работал в ЦНИИ «Электроприбор».
Специалист в области гироскопии и стабилизации корабельного артиллерийского и ракетного оружия.
Автор учебников, монографий (в том числе «Теория гироскопических устройств» в 2 томах и "Стабилизация измерительных устройств на качающемся основании), аналитических обзоров и изобретений по проблемам анализа и синтеза систем стабилизации корабельного ракетного и артиллерийского вооружения на нерегулярной качке, оптимальной обработки информации в навигационных системах в условиях неопределенности.
Заслуженный деятель науки и техники РСФСР (1967). Изобретатель СССР.
Награжден орденами Красной Звезды и Отечественной войны II степени.
Умер 1 ноября 2012 года на 97-м году жизни.
Сочинения:
- Стабилизация артиллерийского вооружения кораблей. В двух томах. 1947, 1948;
- Теория гироскопических и стабилизационных устройств ракетного оружия. В двух томах. 1959, 1965;
- Статистический синтез гироскопических устройств. 1970.